# Michiel de Swaen
Michiel de Swaen (Dunkerque, 20 gennaio 1654 – Dunkerque, 3 maggio 1707) è stato un retore, poeta e drammaturgo fiammingo.

## Infanzia, istruzione e carriera
Michel de Swaen nacque il 20 gennaio 1654 a Dunkerque come primogenito di Pieter de Swaen, originario di Cambrai, e di sua moglie Catharina Senlegier, nata a Hulst.
Studiò nel collegio dei Gesuiti nella sua città natale, dove probabilmente ricevette un'educazione umanistica, acquisita principalmente attraverso il teatro. Dopo sei anni di scuola - tre dei quali trascorsi presso un chirurgo - De Swaen si stabilì a Dunkerque come chirurgo e barbiere. Contemporaneamente si dedicava alla vita letteraria della città. A Dunkerquen c'erano già quattordici chirurghi, ma De Swaen doveva avere abbastanza pazienti, perché in una poesia si lamentava del poco tempo che poteva dedicare alla poesia.

## Contesto storico e letterario

### L'occupazione di Dunkerque
Il XVII secolo fu un periodo decisivo della storia dei Paesi Bassi e gli eventi di quell'epoca segnarono profondamente la vita dello stesso De Swaen. Mentre la Repubblica delle Sette Province Unite vide la fioritura del Secolo d'oro, i Paesi Bassi del Sud conobbero guerra e miseria sotto l'occupazione spagnola. I protestanti fuggivano dai Paesi Bassi del sud, rimasti cattolici, governati dagli spagnoli; la città portuale di Anversa cominciò a declinare come metropoli e questo giovò alle città dell'Olanda come Amsterdam, L'Aia, Rotterdam e Utrecht.
Nel 1662, quando De Swaen aveva otto anni, l'Inghilterra vendette la città olandese di Dunkerque al re Luigi XIV di Francia. Un anno dopo, il francese diventò la lingua ufficiale obbligatoria e la vita pubblica in questa parte delle Fiandre si svolgeva obbligatoriamente in francese. A partire dall'Ordinanza di Villers-Cotterêts era illegale in Francia parlare una lingua diversa dal francese. L'influenza francese però non si avvertì subito; una parte significativa della popolazione continuò a parlare olandese fino alla fine del XIX secolo. Inoltre, tutte le opere di De Swaen furono scritte in olandese. Solo dopo il 1700 le rappresentazioni nei teatri di Dunkerque si svolgevano esclusivamente in francese.
Si può dedurre il pensiero di De Swaen sull'occupazione francese leggendo il sonetto in cui il poeta ripensa con nostalgia a un viaggio nella Repubblica delle Sette Province Unite, quando visitò Rotterdam, ospite nella casa del figlio. De Swaen sembra preferire gli standard e i valori olandesi a quelli che il suo paese occupato poteva offrire sotto il governo francese, come si evince dalla lettura del sonetto aen den Heer Van Heel (Al Signore del cielo):
| Sonetto originale in olandese | Traduzione del sonetto: |
| --- | --- |
| Wat claegt gy, heer van Heel, wat doet gy Hollant treuren, Omdat een wilde Swaen syn kust verlaten heeft? De Swaen, met een meerder recht, tot rouwe sigh begeeft, Nu een soo soet verblyf niet meer hem magh gebeuren. O Hollant ! vreedsaem lant, waerin de vryheyt leeft, Wat socht ik die vergeefs by uwe nagebueren, Waer Frans en Castiliaen de rust en vrede schueren, Waar't hooft der borgery voor vreemde heeren beeft... O had ik, lieve Lant, in uw begryp gebleven, Hoe vroylyk wiert myn stem tot singen voorts gedreven, Of aen de Rotte-stroom, of midden op de Maes! Nu leef ik in een oort waer vreughde is uytgeweken; Myn spys is bittre gal, myn sang... Eylaes! Eylaes! Och! Och! waer heb ik my, misleyde Swaen, versteken! | Perché ti lamenti, Signore dell'Universo, perché rendi infelice l'Olanda, Perché un selvaggio Swaen ha lasciato la sua costa? De Swaen a buon diritto può cominciare a soffrire, Perché non può più stare in un dolce luogo. O Paesi Bassi! Un luogo di pace, dove vive la libertà, Invano ho cercato in paesi vicini, dove francesi e spagnoli spezzano la tranquillità e la pace, dove i più distinti cittadini tremano per signori stranieri, O, caro paese, se solo avessi ancora il tuo abbraccio, Con quale gioia la mia voce avrebbe anelato a cantare, sul fiume di Rotterdam o in mezzo al fiume Meuse! Ora vivo in un luogo dove ogni gioia è sparita; Il mio cibo è amaro come bile, mentre il mio canto... Ahimè! Ahimè! Oh cielo! Oh cielo! Dovo ho io, deluso Swaen, imprigionato me stesso!” |

(Tratto da De zedighe doot van Carel den Vijfen; aen den heer Van Heel, my onbekent, over syne clacht, op myn vertrek, uyt Hollant, di Michiel de Swaen).
Michiel de Swaen scriveva nell'olandese standard di quel tempo, quello che tutti gli olandesi potevano capire (alle Nederlanders konnen begrypen), come disse il suo amico retore e stampatore Pieter Labus. L'ammirazione per il perduto paese natale era una costante nella letteratura olandese di quella parte delle Fiandre che era stata occupata dai francesi. De Swaen fu probabilmente il primo a esprimere questa nostalgia in un'opera letteraria, conservata in documenti del XVIII secolo.
Per molti francesi, cittadini come De Swaen sono il simbolo di un ricco passato culturale che contribuì a formare la loro identità attuale. Insieme al belga Guido Gezelle, De Swaen fu uno dei più autorevoli scrittori nella regione al confine tra l'attuale Fiandra belga e quella francese. De Swaen è anche il rappresentante per eccellenza della letteratura olandese delle Fiandre occupate dai francesi.

#### Letteratura nei Paesi Bassi
Nel corso del XVII secolo la letteratura olandese conobbe il suo Secolo d'oro nella Repubblica delle Sette Province Unite. Alcune delle migliori opere olandesi del XVII secolo furono pubblicate nel 1654, l'anno in cui nacque De Swaen, e nel 1655: Trintje Cornelis di Constantijn Huygens, Lucifer di Joost van den Vondel e Alle de wercken ("Le opere complete") di Jacob Cats.

#### Camere di retorica
Il movimento dei retori nacque nel XV secolo come un tipo di club culturale-sociale nelle Fiandre e nel Brabante. I retori erano influenzati dall'Umanesimo e dalla Controriforma e si dedicavano alla letteratura. In un certo modo, possono essere paragonati ai "Meistersinger" tedeschi. Dopo che i francesi ebbero bandito l'olandese dalla vita pubblica nella parte occupata delle Fiandre, le camere di retorica rimasero l'ultima e sola istituzione della cultura olandese.

## De Swaen il retore
Per professione De Swaen era chirurgo e faceva parte anche dell'amministrazione giudiziaria. Inoltre era un membro della Camera di retorica di Dunkerque, chiamata Carsouwe o anche Sint Michiel (San Michele era il loro santo patrono) o camera delle Kassouwieren (si trova anche la variante ortografica De Kersauwe; la parola deriva dall'olandese kersouw, margherita).
.
I suoi amici erano retori di città come Diksmuide e Ypres. Nel 1687 De Swaen fu nominato principe della camera di Dunkerque. Attraverso le camere di retorica, i retori come De Swaen si tenevano in contatto, anche dopo l'occupazione francese, con la parte over de schreve ("oltre frontiera") dei Paesi Bassi del Sud governati dagli Asburgo. Per esempio, nel 1688 De Swaen fu ospite a Veurne nella camera di retorica Kruys-Broeders. Nel 1700 De Swaen partecipò a un concorso letterario, il "landjuweel", organizzato dalla camera di retorica di Bruges, la Drie Santinnen. De Swaen non vinse la gara, tra lo stupore di molti. I suoi compagni lo convinsero a scrivere alla camera di retorica di Bruges per dimostrare che c'era stato un errore. Deluso per aver ottenuto solo il secondo premio, De Swaen cercò di formulare una teoria poetica, Neder-duitsche digtkonde of rym-konst ("Arte poetica olandese"), che scrisse utilizzando il prototipo di Aristotele.
Alla fine della sua vita, De Swaen affermava di continuare a far parte della camera di retorica solo per rimanere in contatto con i suoi amici. Ciononostante, prendeva il suo lavoro di retore molto sul serio, avendo come modello Vondel e altri autori importanti.

## Opere

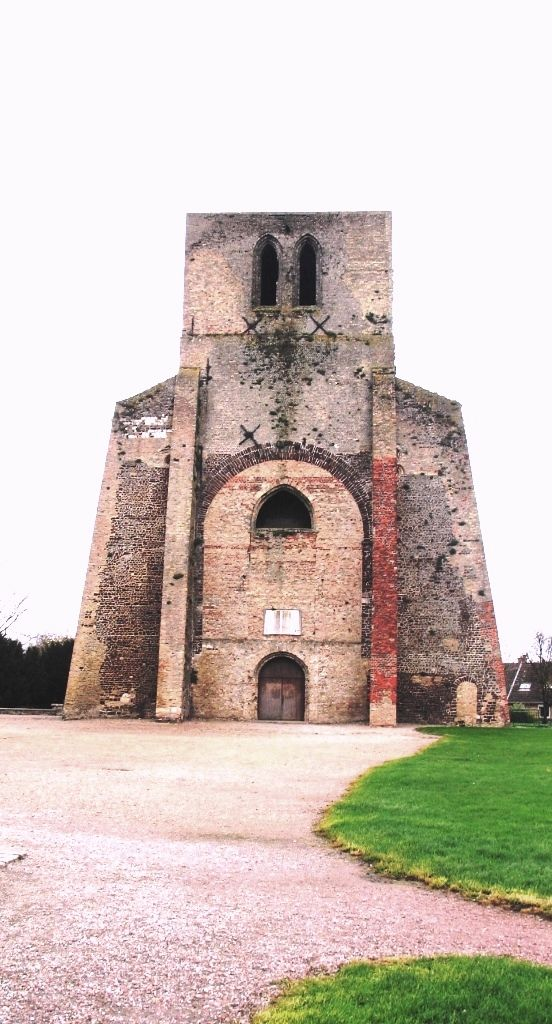
Rovine dell'abbazia di Sint-Winoksbergen, distrutta dai rivoluzionari francesi

De Swaen in parte diminuì la sua partecipazione alle attività della camera di retorica perché era cattolico, anche se spesso i suoi amici retori erano stati per lui un'ispirazione. Rifiutò tutte le proposte di pubblicare le sue opere, limitandosi a pubblicare Andronicus, una traduzione di un'opera di Jean Galbert de Campistron. La sua traduzione del Le Cid di Pierre Corneille fu pubblicata a Dunkerque nel 1694 dallo stampatore Pieter Labus senza la sua approvazione. La maggior parte delle sue opere furono pubblicate postume, a Bruges o a Gand, città dei Paesi Bassi del Sud governati dagli Asburgo. Molti dei suoi scritti furono conservati nell'abbazia di Sint-Winoksbergen, fino a quando l'abbazia fu distrutta durante la Rivoluzione francese. Per questo oggi non sappiamo se conosciamo tutta la produzione di De Swaen.
Spesso le poesie di De Swaen avevano un'ispirazione religiosa e presumibilmente erano ispirate da autori umanisti come Jacob Cats e Joost van den Vondel. La sua opera intitolata Catharina era chiaramente ispirata alla Maegdhen di Vondel. Il poeta fiammingo belga Guido Gezelle più tardi chiamò De Swaen il Vondel di Dunkerque. Lo studio teoretico di De Swaen, Neder-duitsche digtkonde of rym-konst, dimostra la sua erudizione, in particolare la conoscenza delle opere del poeta-drammaturgo francese del XVII secolo Pierre Corneille e la Poetica di Aristotele.
Le convinzioni religiose di De Swaen e la sua dedizione alla Controriforna sono illustrate da opere come Het leven en de dood van Jesus Christus ("La vita e la morte di Gesù Cristo") e le due tragedie, Martelaarspelen e Treurspelen, sul martirio di Catharina e Mauritius).
De Swaen mostrò anche un interesse per la storia europea e scrisse un'opera teatrale di argomento storico, De zedighe doot van Carel den Vijfden sulla morte di Carlo V. I suoi testi dedicati all'imperatore Carlo V dimostrano il suo attaccamento ai Paesi Bassi e alla sua fede religiosa e dipingono Carlo V come un vero eroe cristiano. L'opera più importante di De Swaen, De gecroondse leerse, che lui stesso definì un clucht-spel ("commedia"), è basata su un aneddoto su Carlo V ed era molto popolare.
De Swaen scrisse anche poesie occasionali.
La lingua usata da De Swaen era l'olandese standard della sua epoca, ma De Swaen leggeva anche gli autori classici e quelli francesi. Inviò la sua traduzione del Cid di Pierre Corneille a Barentin, un amministratore del re Luigi XIV di Francia. Tradusse in olandese anche Andronicus di Jean Galbert de Campistron. Molte delle sue opere mostrano l'influenza del classicismo francese, come De gecroonde leerse, opera in cinque parti scritta in alessandrini..

## Opere più significative
Le opere più significative di De Swaen sono: De gecroonde leerse (1688), Catharina (1702), Mauritius, Andronicus (1700), Le Cid (1694), De Menschwording ("L'incarnazione", 1688), Het leven en de dood van Jesus Christus ("La vita e la morte di Gesù Cristo", 1694), Neder-duitsche digtkonde of rym-konst ("La poesia olandese e l'arte della rima", circa 1702), de zedighe doot van Carel den Vijfden ("La morte di Carlo V", 1707 circa).

### Catharina
Catharina è una tragedia cristiana sulla vita di Santa Caterina d'Alessandria, dove il tema più importante è il conflitto tra paganesimo e Cristianesimo: il martirio di Caterina d'Alessandria fu ordinato dall'imperatore romano Massenzio. Quest'opera ha un posto speciale nella letteratura olandese, perché il genere sembra inesistente nella Repubblica delle Sette Province Unite..

### De gecroonde leerse
Un giorno Jacquelijn, la moglie di Teunis il calzolaio, va al mercato e compra un cappone per una festa in famiglia che si svolgerà quella sera. L'imperatore Carlo V sta guardando da lontano. Interessato all'appetitoso cappone, Carlo ordina al suo servitore di seguire Jacquelijn. Lei gli mostra dove abita. Carlo decide di andare lì per conto suo. Per ottenere un invito, Carlo offre vino a tutti. Il giorno dopo Teunis il calzolaio è convocato dall'Imperatore. Il povero Teunis, piuttosto preoccupato, si reca a corte dove riconosce l'ospite generoso della sera prima. Carlo V lo nomina suo calzolaio imperiale.
De gecroonde leerse è l'unica commedia di De Swaen ed è una delle più importanti opere della letteratura olandese. L'opera viene rappresentata nel nord e nel sud dei Paesi Bassi e perfino in Sudafrica. Anche se l'autore definisce l'opera clucht-spel ("commedia"), essa presenta comunque delle caratteristiche della commedia francese classica.
Nota: "De gecroonde leerse" si trova in versione integrale nel sito della Biblioteca digitale della letteratura olandese, la “Digitale Bibliotheek voor de Nederlandse Letteren“: De gecroonde leerse.

## Cronologia delle opere
- 1688: De gecroonde leerse
- 1688: De Menschwording
- 1694: Le Cid, tradotto dall'opera omonima di Pierre Corneille
- 1694: Het leven en de dood van Jesus Christus
- 1700: Andronicus, in gran parte basata sull'opera omonima di Jean Galbert de Campistron
- 1702: Catharina
- 1702: Mauritius
- intorno al 1702: Neder-duitsche digtkonde of rym-konst
- intorno al 1704: De zedighe doot van Carel den Vijfden

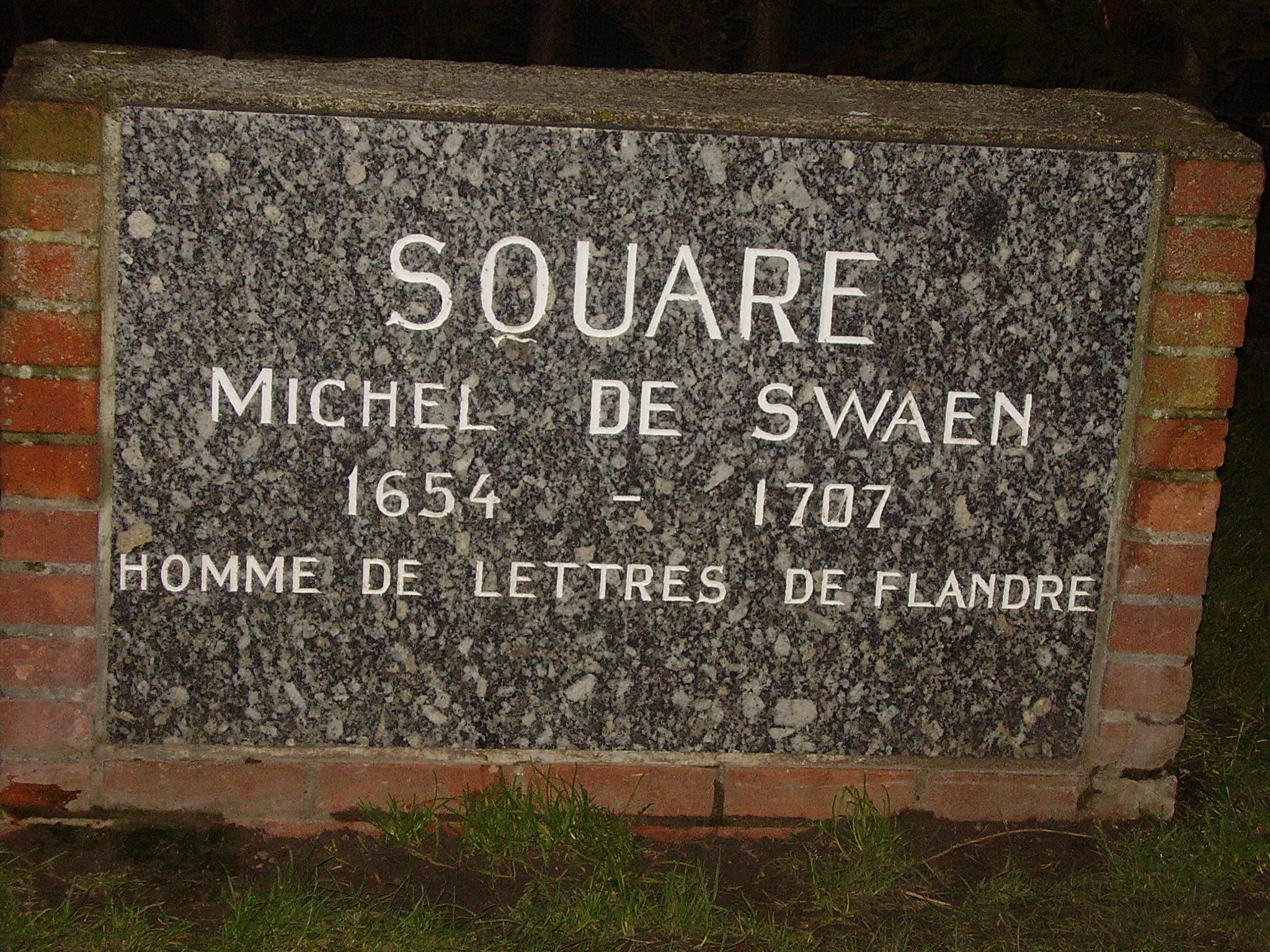
Una piazza dedicata a De Swaen, Coudekerque-Branche, Francia

## Influenza
De Swaen fu indubbiamente uno dei più famosi retori dei Paesi Bassi nel XVII secolo. Oggi, insieme a Maria Petyt ed Edmond de Coussemaker, è uno dei più importanti rappresentanti della cultura olandese in Francia; Guido Gezelle lo chiamò il Vondel di Dunkerque.